# Bathydrilus notabilis
Bathydrilus notabilis is een ringworm uit de familie van de Naididae. De wetenschappelijke naam van de soort is voor het eerst geldig gepubliceerd in 1988 door Erséus & Milligan.